# Docens
A docens Magyarországon felsőoktatási intézményben létesíthető, az adjunktusnál magasabb, a professzornál (főiskolai vagy egyetemi tanár) alacsonyabb munkaköri beosztás, és egyúttal cím is. Megkülönböztetünk főiskolai és egyetemi docenseket. Utóbbiak kinevezését szigorúbb feltételekhez kötik, jelenleg (2011) az egyetemi docensi és a főiskolai tanári munkakörben való alkalmazás törvényi alapfeltételei egyeznek meg.
Magyarországon a docensi munkakörben történő alkalmazás együtt jár a munkakör megnevezésével azonos munkaköri cím adományozásával és e munkaköri cím használatának jogával.
Bár az elnevezés a latin docēns (docere tanítani) szóból származik, az ebből eredő, alakilag hasonló fogalmak országonként kissé eltérő jelentésűek, pl. Németországban és Svájcban a Dozent szó leginkább egyetemi oktatót jelent, míg Közép- és Kelet-Európában (Csehországban, Lengyelországban, Szlovákiában, Szlovéniában) a használata a magyarban használatos jelentésnek felel meg.

## A docens kinevezése és tevékenysége

### A kinevezés módja és feltételei
A docensek kinevezése az adott felsőoktatási intézmény vezetőjének (tehát az egyetemi rektornak vagy a főiskolai főigazgatónak) hatáskörébe tartozik. A munkakörbe való kinevezés törvényi kritériumai (amelyeket azonban az intézmény szigoríthat):
- doktori fokozat megléte
- alkalmasság a hallgatók, a tanársegédek tanulmányi, tudományos, illetve művészi munkájának vezetésére
- megfelelő szakmai gyakorlat.

Egyetemi docensi munkakör esetén feltétel még, hogy az illető idegen nyelven előadást tudjon tartani.
Az egyes intézmények gyakran a fentieknél szigorúbb követelményrendszert támasztanak, vagy a fenti feltételeket könnyebben megítélhető vagy mérhető kritériumokként fogalmazzák meg. Ilyen feltételek lehetnek:
- habilitáció megléte
- előírt számú és minőségű tudományos publikáció
- bizonyos tudománymetriai szintek vagy értékek elérése (pl. hivatkozások száma, kumulatív impakt faktor, h-index stb.)
- adott idejű (pl. 5 évnyi) felsőoktatási tapasztalat (pl. szakdolgozati témavezetőként) vagy konkrét időtartamú (pl. 6 szemeszternyi) felsőoktatási óratartási tapasztalat.

### A docens feladatköre
A docens vezető oktató, azaz az intézmény oktatás- és tananyagfejlesztési feladataiban részt vesz, a tanrend meghatározására, az általa oktatott kötelező tárgyak tanmenetére tematikájára hatással van (utóbbit esetenként maga határozza meg), egy vagy több főtárgy tárgyfelelőse. Szabadon választható kurzusokat (speciálkollégiumokat) az intézményi szabályoknak és hagyományoknak megfelelően önállóan hirdethet, szemináriumokat és gyakorlatokat vezet, illetve előadásokat tart. Emellett önálló kutatási tevékenységet is végez. Alap- és mesterszintű szakdolgozatok, TDK-témák témavezetője. Amennyiben az adott intézmény doktori iskolájában témavezetőként vagy törzstagként akkreditálva van, a doktoranduszok témavezetését is elláthatja.
A docensek oktatási kötelezettsége változó: a törvényileg előírt heti 10 óra (két egymást követő félév átlagában)intézményi hatáskörben 75%-kal növelhető és 25%-kal csökkenthető. A docensek esetenként tanszékvezetői, dékánhelyettesi vagy akár dékáni pozíciókat tölthetnek be.

### A magas szintű oktató munka biztosítása
A docensi (és magasabb) szintű oktatók a felsőoktatási intézmény oktatói gárdájának gerincét képezik. Az alkalmazott docensek számától és minőségétől az intézet sorsa is függhet: azoknak a felsőoktatási intézményeknek diplomáit ugyanis, ahol nem kellő kvalifikációjú, felkészültségű és számú oktató oktat, az Európai Unió 2006. január 1-jétől nem fogadja el felsőfokú végzettségnek. Ezen feltételek teljesülését (és így a docensek kritériumoknak való megfelelését is) szakalapításkor, szakindításkor, illetve a meglévő szakok revíziójakor a Magyar Felsőoktatási Akkreditációs Bizottság (MAB) vizsgálja.